# مايج سوندرز
مايج سوندرز (بالإنجليزية: Madge Saunders)‏ هي عالمة دين جامايكية، ولدت في 25 فبراير 1913، وتوفيت في 2 مارس 2009.